# 弗兰格尔岛保护区

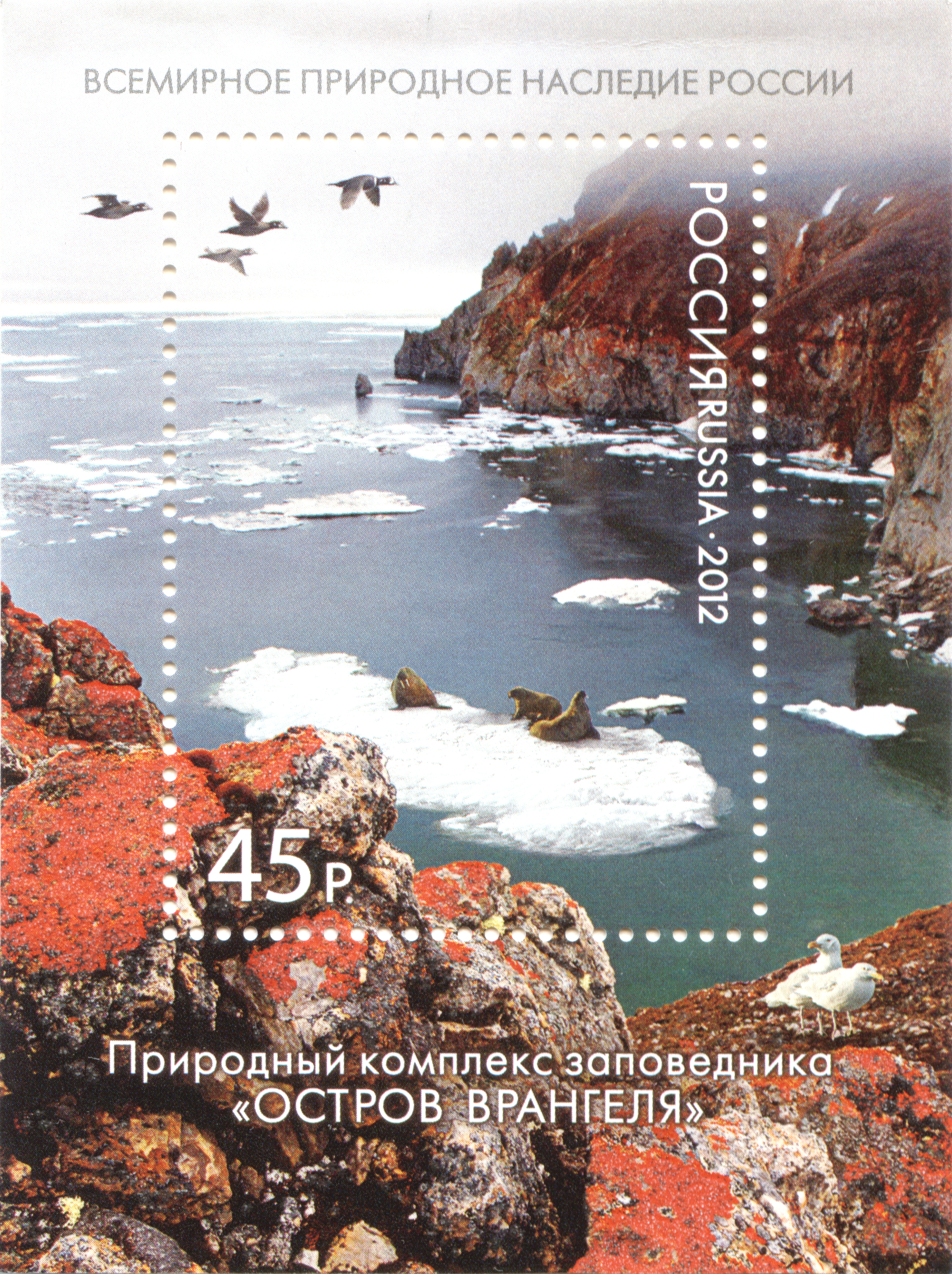
俄罗斯联邦2012年发布的弗兰格尔岛保护区邮票

弗兰格尔岛保护区（Ostrov Vrangelya Zapovednik）位于俄罗斯东北部，包括弗兰格尔岛（Wrangel I.）、赫拉德岛（Herald I.），以及周围水域。主要保护北极冻原生态。2004年被列入世界遗产，是最北的世界遗产。

## 气候
弗兰格尔岛是北极气候，也被太平洋气团所影响。造成的影响之一就是在冬天疾风从北方和西北方不断的吹来，岛上也遭受气旋的影响。岛上有大风雪和两个月的极夜，时常是阴天伴随着雾。一年中大多数时间温度和湿度都很低。在夏天太平洋的暖湿气团偶尔会取代干燥的西伯利亚气团取得优势。年平均温度为–11.3°C。南海岸七月平均气温在2.4°C到3.6°C之间，这里的气温受地形影响很大，在一些山间的低气压带，温度有时会是10°C。也受焚風影响。解冻期大约有2到3周，平均年降水量为200毫米，大多数是雪。
最近，弗兰格尔岛的平均气温开始上升，夏季越来越湿润。这些迹象也可以在北极圈内的其他地方也可以找到，说明北极变暖的趋向，尽管岛上的气候多变，而气象资料全来自于位于乌沙科夫斯科村(Ushakovskoe Village)的气象站。根据近几年的研究，弗兰格尔岛附近海域的浮冰在春天融化更早，在秋天结冰更晚。变暖的趋势可能会对北极熊的生存造成困难，因为牠们需要大量浮冰才能捕食。

## 植物
弗兰格尔岛和赫拉德岛是以前连接亚洲和北美洲的陆桥的一部分，是两个大陆系统的交叉点，在两个大陆生物迁徙的路线上。它没有受到冰河影响，多变的地形提供了多种生活环境，有着北极地区最高的生物多样性。现存的有些物种是在其他地区已灭绝的，有些物种一般的分布区域则南得多。岛屿是极地苔原亚带的一部分，使这个亚带最北的部分，是白令海地区包括楚科奇半岛和阿拉斯加中唯一的。弗兰格尔岛是典型的极地苔原亚带，有着类似于西伯利亚草原的灌木丛和草场。岛上北部、中部和南部的气候很不一样，中部和南部更温暖一些，在一些山谷中有亚大陆性气候，使一些亚极地物种的生存。这是在高纬极地区独特的。
总体上说，该地区的冻原有如下几种：干旱的稀树圆丘(hummock)(表明此处曾是古老的海底)，布满苔藓的小丘(hillock)，被一米多高的矮柳(dwarf willow)包围的草地(meadow)，葱翠的草场(grassland)，众多湿润的沼泽(其上有冻原池塘散布)，各类长有地衣的复合地带，以及部分由平坦的硬土和沙砾构成的干旱极地沙漠。目前，岛上已识别的维管植物有417种，这一数目超过了所有在加拿大的北极群岛(Canadian Archipelago)发现的植物总数，也是面积相仿的其它北极冻原上植物种类的两倍多。其中一些种在大陆上很常见，但在北极岛屿中罕见，6种不见于亚洲的植物是来自于美洲，有些则是杂交的结果。25个种和亚种是当地特有的。这比其他北极岛屿要高，包括格陵兰岛，说明了白令陆桥的曾经存在。

## 动物
弗兰格尔岛上有北极地区最多的北极熊，是最大的海象群居地。尽管过去生物多样性很高，现在只有7种陆生哺乳动物。岛上的北极熊洞穴数是整个俄罗斯北极地区最高的，350-600头母熊住在两个岛上的洞里，是楚科奇地区繁殖种群的80%，单赫拉德岛上就有100个洞穴。在弗兰格尔岛上北极熊大致分布在北部山脉的北边缘的南面，以及东西海岸。这些区域集中的大量海象群居地，6-12头熊控制一平方千米的面积。近来的变暖趋势使熊更集中在海岸，但冰面的退却会使它们利用浮冰捕捉海象是遇到麻烦。

## 评定准则
该世界遗产被认为满足世界遺產登錄基準中的以下基準而予以登錄：
- （ix）在陆上、淡水、沿海及海洋生态系统及动植物群的演化与发展上，代表持续进行中的生态学及生物学过程的显著例子。
- （x）拥有最重要及显著的多元性生物自然生态栖息地，包含从保育或科学的角度来看，符合普世价值的濒临绝种动物种。